# Émile De Wildeman
Émile De Wildeman, né le 19 octobre 1866 à Saint Josse-ten-Noode et mort à Bruxelles le 24 juillet 1947, est un botaniste belge, spécialiste de la flore congolaise et plus spécifiquement des plantes vasculaires et des algues. Il décrit 2 000 à 3 000 espèces végétales d'Afrique.
Émile De Wildeman est directeur du Jardin botanique de l'État à Bruxelles de 1912 à 1931.

## Biographie

### Jeunesse et formation
Émile de Wildeman naît le 9 octobre 1966 à Saint Josse-ten-Noode. Il est le fils d'Émile De Wildeman, un employé de l'administration communale, et de Hortense vanden Berghe.
Il fait ses études secondaires à l'athénée de Bruxelles puis entre à l'Université libre de Bruxelles où il obtient le diplôme de pharmacien en 1887. Il manifeste très tôt un intérêt pour la botanique et devient membre de la Société royale de botanique de Belgique en 1883, alors qu'il a à peine dix-sept ans. Pendant ses études universitaires, il travaille comme bénévole au Jardin botanique de l'État à Bruxelles.
En 1891, il cesse de travailler comme pharmacien et rejoint le Jardin Botanique comme préparateur. Parallèlement, il se réinscrit à l'Université libre de Bruxelles et obtient en 1892 un doctorat en sciences naturelles auprès de Léo Errera avec une thèse sur les parois cellulaires.  Il est lauréat du Concours des Bourses de voyage du Gouvernement en 1893, et visite plusieurs Instituts étrangers (Nancy, Paris, Genève)[réf. nécessaire]. 
Ses recherches portent sur les algues et les champignons, avec une première publication sur les algues de Belgique en 1885.

### Recherches sur la végétation du Congo
Vers 1895, quand les premières collections végétales congolaises, rassemblées entre autres par l'abbé Justin Gillet à l'initiative d'Edmond van Eetvelde,  arrivent au Jardin botanique, le directeur François Crépin, charge le conservateur Théophile Durand et son assistant Émile De Wildeman de les étudier. Ils publient notamment ensemble en 1899, Illustrations de la flore du Congo et Contributions à la flore du Congo.
Lorsque Théophile Durand devient directeur du Jardin botanique, Émile De Wildeman poursuit seul ses recherches, les plantes vasculaires devenant sa spécialité. Il se rend régulièrement au Muséum national d'histoire naturelle de Paris, au Muséum d'histoire naturelle de Londres et au Jardin botanique de Berlin pour disposer de matériel d'étude sur les différentes aires africaines. Il collabore aussi avec les botanistes étrangers les plus importants et continue de publier de nouvelles recherches et descriptions telles que les deux volumes Études sur la flore du Katanga et les trois volumes Études de systématique et de géographie botaniques sur la flore du Bas- et du Moyen-Congo.
Il décrit 2 000 à 3 000 espèces végétales d'Afrique sans jamais s'être rendu sur place.

### Autres recherches
Émile De Wildeman mène également des recherches sur la flore belge. Il publie notamment huit volumes sur les herbiers de Léon Van Den Bossche. Il étudie également la flore du détroit de Magellan, collectée lors de l'expédition en Antarctique du Belgica. Il s'intéresse également à la géographie végétale, aux plantes médicinales et à la botanique économique et publie sur les médicaments anti-lépreux d'origine végétale.

### Diverses fonctions
Émile De Wildeman devient directeur du Jardin botanique botanique de l'État à Bruxelles en 1912 et le reste jusqu'en 1931.
Il est secrétaire général du IIIe Congrès international de botanique qui a eu lieu à Bruxelles en 1910, il en fait paraître les actes en 1912. De 1904 à 1912, il est chargé du cours de cultures coloniales à l'École d'horticulture de l’État à Vilvorde. En 1911 et jusqu'à sa retraite en 1931, il enseigne la culture coloniale à la faculté d'économie de l'Université de Gand.  De 1921 à 1928, il enseigne également à l'École supérieure coloniale d'Anvers.
Même après sa retraite en 1931, Émile De Wildeman continue à publier, notamment une importante étude sur les plantes médicinales congolaises de 1938, pour laquelle sa formation pharmaceutique lui est utile. Il est l'auteur d'environ 1 400 publications, ouvrages, articles de revues et traités, et nomme et décrit plus de 4000 taxons au cours de sa vie.

### Mort et sépulture
Émile De Wildeman meurt à Bruxelles le 24 juillet 1947, à l'âge de 80 ans. 
Il est inhumé au cimetière de Bruxelles.

## Distinctions et hommages
- 1904 : médaille d’or de la Société nationale d’agriculture de France[4]
- 1908 : Grande médaille Geoffroy Saint-Hilaire à la Société nationale d’agriculture de France[4]
- Membre d'honneur de l'Institut grand-ducal de Luxembourg
- Grand officier de l'ordre de Léopold[4]
- Grand officier de l'ordre de la Couronne[4]
- Croix civique de première classe[4]
- Médaille commémorative du Centenaire,
- Officier d'Académie de France
- Chevalier de l’ordre d’Orange-Nassau[4]

Son nom a été donné à un genre de plantes angiospermes dicotylédones de la famille des Asteraceae, Dewildemania (it)[réf. nécessaire].

## Famille
Émile De Wildeman est le fils d’Émile – François De Wildeman (1832-1903), chef de division à l'administration communale de Saint-Josse-ten-Noode, et de Marie - Hortense Van Den Berghe. Il épouse (1894)  Anna Maria de Cort (née à Ixelles, le 30 septembre 1868 et morte à Bruxelles, le 12 septembre 1939), fille du poète Frans de Cort et petite-fille du poète Jean-Michel Dautzenberg.
Il eut une fille unique, Simone de Wildeman (née à Ixelles, le 3 juillet 1895 et morte à Ixelles en février 1979), aquarelliste et peintre (paysages et natures mortes, surtout, exposés dans divers salons et expositions). Après le décès de sa mère, elle devint la collaboratrice de son père dans l’élaboration de son œuvre scientifique, assurant son secrétariat, mettant les textes au point et corrigeant les erreurs typographiques. À l’Académie des sciences de France, en 1947, elle a « fait hommage d'une série de tirages à part représentant les derniers travaux botaniques de son père ». Elle fonda en l’honneur de son père le prix Émile De Wildeman, qui depuis 1951, récompense tous les trois ans les travaux de botanique tropicale (initialement, le prix était de 2 000 francs belges),.

## Principales publications
- Les phanérogames des Terres magellaniques, 1905.
- Documents pour l'étude de la géo-botanique congolaise, 1913.
- Sur des plantes médicinales ou utiles du Mayumbe (Congo belge), 1938.
- Mission Émile Laurent (1903-1904), Bruxelles, Imprimerie Vanbuggenhoudt, 1907, 167 p.
- avec Émile Laurent, Énumération des plantes récoltées par Émile Laurent pendant sa dernière mission au Congo, Bruxelles, Vanbuggenhoudt, 1905.

Une liste exhaustive des publications d’Émile De Wildeman est compilée dans la notice que lui a consacrée Émile Marchal dans l'Annuaire de l'Académie Royale de Belgique, cette liste est disponible aussi sur le site de l'Université de Gand. La Bibliothèque nationale de France référence également un certain nombre de ses publications.